# Quadro de centro de momento
O quadro de centro do momento, também chamado de quadro de momento zero ou quadro COM, é definido como o quadro no qual o momento total de todas as partículas chega a zero. O quadro de centro de momento  de um sistema é o quadro inercial único (até a velocidade, mas não a origem) no qual o momento total do sistema desaparece. O centro do momento de um sistema não é um local (mas uma coleção de momentos/velocidades relativas: um quadro de referência). Assim, "centro do momento" significa "quadro do centro do momento" e é uma forma curta dessa frase.
Um caso especial da estrutura do centro de momento é o quadro de centro de massa: uma estrutura inercial na qual o centro de massa (que é um ponto físico) permanece na origem. Em todos os quadros COM, o centro de massa está em repouso, mas não está necessariamente na origem do sistema de coordenadas.

## Propriedades

### Universal
O quadro de centro do momento é definido como a estrutura inercial na qual a soma do momento linear de todas as partículas é igual a 0. Seja S o símbolo do sistema de referência do laboratório e S′ o quadro de referência do centro do momento.Usando uma transformação galileana, a velocidade das partículas em S′ é
{\displaystyle v'=v-V_{c},}
onde 
{\displaystyle V_{c}={\frac {\sum _{i}m_{i}v_{i}}{\sum _{i}m_{i}}}}
é a velocidade do centro de massa. O momento total no sistema de centro de momento desaparece:
{\displaystyle \sum _{i}p'_{i}=\sum _{i}m_{i}v'_{i}=\sum _{i}m_{i}(v_{i}-V_{c})=\sum _{i}m_{i}v_{i}-\sum _{i}m_{i}{\frac {\sum _{j}m_{j}v_{j}}{\sum _{j}m_{j}}}=\sum _{i}m_{i}v_{i}-\sum _{j}m_{j}v_{j}=0.}
Além disso, a energia total do sistema é a energia mínima, como vista em todos os referenciais inerciais.

### Relatividade especial
Na relatividade, o quadro COM existe para um sistema maciço isolado. Isso é uma consequência do teorema de Noether. No quadro COM, a energia total do sistema é a energia restante, e essa quantidade (quando dividida pelo fator c2, onde c é a velocidade da luz) fornece a massa restante (massa invariável) do sistema:
{\displaystyle m_{0}={\frac {E_{0}}{c^{2}}}.}
A massa invariante do sistema é dada em qualquer estrutura inercial pela relação invariante relativística
{\displaystyle m_{0}{}^{2}=\left({\frac {E}{c^{2}}}\right)^{2}-\left({\frac {p}{c}}\right)^{2},}
mas para momento zero o termo de momento (p/c)2 desaparece e, portanto, a energia total coincide com a energia restante.
Sistemas que possuem energia diferente de zero, mas com massa zero em repouso (como fótons se movendo em uma única direção ou equivalentemente, ondas eletromagnéticas planas) não possuem quadros COM, porque não há um quadro no qual eles tenham zero momento resultante. Devido à invariância da velocidade da luz, um sistema sem massa deve viajar à velocidade da luz em qualquer quadro e sempre possui um momento resultante. Sua energia é - para cada quadro de referência - igual à magnitude do momento multiplicada pela velocidade da luz:
{\displaystyle E=pc.}